# Portada/article gener 17

## Natura
La natura inclou tot allò que existeix a l'Univers, i que no és artificial o imaginat. En el seu sentit més ampli, equival al conjunt del cosmos, de l'univers existent, i això abasta des de partícules subatòmiques fins als objectes astronòmics, incloent-hi la Terra, els éssers vius i els processos que s'hi relacionen.
El terme "natura" fa referència als fenòmens del món físic, i també a la vida en general. En general no inclou els objectes artificials ni la intervenció humana, llevat que es faci servir un qualificatiu que en faci referència. En un sentit més restringit, se sol utilitzar el terme per referir-se al medi ambient.